# 亞謝尼齊亞-扎姆科瓦
49°16′17″N 22°57′55″E / 49.27139°N 22.96528°E
亞謝尼齊亞-扎姆科瓦（烏克蘭語：Ясениця-Замкова），是烏克蘭西部的村莊，隸屬利維夫州的桑比爾區。該村始建於1539年，面積3.63平方公里，海拔高度494米，2021年人口1,207，人口密度每平方公里439.48人。
Passport 2021 （页面存档备份，存于）